# Juliane Köhler
Pour les articles homonymes, voir Köhler.
Juliane Köhler est une actrice allemande, née le 6 août 1965 à Göttingen.

## Biographie
Juliane Köhler est la fille d’un marionnettiste. De 1985 à 1988, elle suit des cours d’art dramatique avec Uta Hagen à New York et fréquente le H. B. Schauspielstudio. Elle suit aussi des cours de danse chez Daniela Glück à Munich. Depuis 1988, elle se produit régulièrement sur les scènes allemandes.

## Filmographie sélective
- 1992 : Schattenboxer
- 1995 : Inzest - Ein Fall für Sina Teufel (TV)
- 1997 : Koma - Lebendig begraben (TV)
- 1998 : Nighthawks
- 1998 : Busenfreunde 2 - Alles wird gut! (TV)
- 1999 : Aimée et Jaguar de Max Färberböck : Lilly Wust (Aimée)
- 1999 : Pünktchen und Anton  (en français Annaluise et Anton)
- 2000 : Liebst du mich (TV)
- 2001 : Weiser
- 2001 : Hood
- 2001 : Nowhere in Africa
- 2002 : Mein erstes Wunder
- 2003 : NeuFundLand
- 2004 : Die eine und die andere (TV)
- 2004 : La Chute : Eva Braun
- 2005 : Nimm dir dein Leben
- 2006 : Bummm!
- 2006 : Auf ewig und einen Tag (TV)
- 2008 : Une femme à Berlin : Elke
- 2008 : Adam Resurrected de Paul Schrader : Ruth Edelson
- 2009 : Eden à l'ouest
- 2011 : Le bleu du ciel de Hans Steinbichler
- 2012 : D’une vie à l’autre de Georg Maas et Judith Kaufmann
- 2016 : Ultimatum (Kongens nei) de Erik Poppe : Diane Müller
- 2021 : France de Bruno Dumont : madame Arpel
- 2023 : La Saison du Verseau (Série TV) d'Alain Gsponer : Barbara Schwarz

## Distinctions

### Récompenses
- 1999 : Ours d'argent de la meilleure actrice à la Berlinale 1999 pour Aimée et Jaguar
- 1999 : meilleure actrice au Prix du film bavarois
- 1999 : meilleure actrice au prix du Film allemand
- Festival international des jeunes réalisateurs de Saint-Jean-de-Luz 2013 : Chistera de la meilleure interprétation féminine pour D’une vie à l’autre

### Nominations
- 2002 : nomination pour le prix du Film allemand pour Nowhere in Africa